# Loxandrus cincinnati
Loxandrus cincinnati är en skalbaggsart som beskrevs av Thomas Casey. Loxandrus cincinnati ingår i släktet Loxandrus och familjen jordlöpare. Inga underarter finns listade i Catalogue of Life.